# 고산천로
고산천로(Gosancheon-ro)는 전북특별자치도 완주군 봉동읍에서 완주군 화산면을 잇는 99.3km 도로이다

## 주요 경유지
전북특별자치도
- 완주군 (봉동읍 . 고산면 . 화산면)

## 노선
| 이름           | 접속 노선                     | 소재지         | 소재지         | 비고           |
| 삼봉로 와 직결 | 삼봉로 와 직결                | 삼봉로 와 직결 | 삼봉로 와 직결 | 삼봉로 와 직결 |
| -------------- | ----------------------------- | -------------- | -------------- | -------------- |
| 장기사거리     | 국도 제17호선 (완주로)        | 완주군         | 봉동읍         |                |
| 용암교         |                               | 완주군         | 고산면         |                |
| 어우삼거리     | 지방도 제741호선 (천호로)     | 완주군         | 고산면         |                |
| 서봉삼거리     | 지방도 제741호선 (고산로)     | 완주군         | 고산면         |                |
| 고산사거리     | 눈기러기로 읍내1길            | 완주군         | 고산면         |                |
| 자포삼거리     | 읍내7길                       | 완주군         | 고산면         |                |
| 고산교         |                               | 완주군         | 고산면         |                |
| 삼기사거리     | 지방도 제732호선 (대아저수로) | 완주군         | 고산면         |                |
| 삼기교차로     | 국도 제17호선 (완주로)        | 완주군         | 고산면         |                |
| 삼기교         |                               | 완주군         | 화산면         |                |
| 화산삼거리     | 지방도 제643호선 (화산남로)   | 완주군         | 화산면         |                |
| (이름없음)     | 국도 제17호선 (완주로)        | 완주군         | 화산면         |                |

## 주요 시설및 건물
- GS칼텍스 어우리주유소 (고산천로 192/어우리 607)
- 1급제일종합정비 (고산천로 369/율곡리 191-5)
- S-OIL 동방주유소 (고산천로 384/율곡리 178)
- 완주노인복지센터 (고산천로 401/율곡리 152-5)
- 농협 고산농협 클린주유소 (고산천로 582/읍내리 837-5)
- 봉림주유소 (고산천로 798/삼기리 806-3)